# Franco Negri
Franco Negri (San Martín, 1995. február 20. –) argentin labdarúgó, az amerikai San Diego hátvéde.

## Pályafutása
Negri az argentínai San Martín városában született. Az ifjúsági pályafutását a San Lorenzo akadémiájánál kezdte.
2015-ben mutatkozott be a San Lorenzo első osztályban szereplő felnőtt keretében. 2016 és 2018 között a Quilmes és az Independiente Rivadavia csapatát erősítette kölcsönben. A lehetőséggel élve, 2018-ban az Independiente Rivadaviához igazolt. 2020-ban a Belgrano, majd 2021-ben a Newell’s Old Boys szerződtette. 2022-ben a Godoy Cruzhoz csatlakozott. 2023. január 31-én kétéves szerződést kötött az észak-amerikai első osztályban érdekelt Inter Miami együttesével. Először a 2023. február 26-ai, Montréal ellen 2–0-ra megnyert mérkőzésen lépett pályára. Első gólját 2023. március 26-án, a Chicago Fire ellen hazai pályán 3–2-es vereséggel zárult találkozón szerezte meg. 2024 telén egyéves szerződést kötött a San Diego csapatával.

## Sikerei, díjai
Inter Miami
- US Open Cup
  - Döntős (1): 2023

- Leagues Cup
  - Győztes (1): 2023